# Тобут
Тобут је насељено мјесто у општини Лопаре, Република Српска, БиХ. Према прелиминарним подацима пописа становништва 2013. године, у насељу је живјело 1.146 становника.

## Становништво
Према попису становништва из 1991. године, мјесто је имало 1.424 становника.
| Демографија | Демографија | Демографија |
| Година      | Становника  | Становника  |
| ----------- | ----------- | ----------- |
| 1961.       | 1.930       |             |
| 1971.       | 1.839       |             |
| 1981.       | 1.637       |             |
| 1991.       | 1.424       |             |
| 2013.       | 1.146       |             |